# المحداده السفلى (جبلة)

تعديل مصدري - تعديل

المحداده السفلى هي إحدى قرى عزلة الأصابح بمديرية جبلة التابعة لمحافظة إب، بلغ تعداد سكانها 144 نسمة حسب تعداد اليمن لعام 2004.